# Karjala Cup 2017
Karjala Cup, tento hokejový reprezentační turnaj se odehrává každý rok 8. - 12. listopadu, za účasti těchto hokejových reprezentací, České republiky, Finska, Švédska, Ruska, Kanady a Švýcarska.

## Zápasy
| 8. listopadu 2017 | Švédsko | 5 : 3 (1-1, 2-2, 2-0) | Česko |  |  |

| Zpráva                                                                                                  | |          |                                                            |  |
| Jhonas Enroth                                                                                           | Jhonas Enroth                                                                                           | Brankáři | Pavel Francouz                                             |  |
| 14:45 Dennis Everberg 29:53 Oscar Moller 32:07 Joakim Lindström 48:26 Dick Axelsson 57:42 Dick Axelsson | 14:45 Dennis Everberg 29:53 Oscar Moller 32:07 Joakim Lindström 48:26 Dick Axelsson 57:42 Dick Axelsson |          | 12:55 Jakub Nakládal 21:55 Michal Birner 35:22 Lukáš Radil |  |

| 8. listopadu 2017 | Švýcarsko | 2 : 3 (0-0, 1-3, 1-0) | Kanada |  |  |

| Zpráva |

| 9. listopadu 2017 | Finsko | 3 : 2 (1-0, 1-2, 1-0) | Rusko |  |  |

| Zpráva |

| 10. listopadu 2017 | Česko | 3 : 2 (2-0, 1-1, 0-1) | Švýcarsko |  |  |

| Zpráva                                                    |                                                           |          |                                       |  |
| Marek Mazanec                                             | Marek Mazanec                                             | Brankáři | Gilles Senn                           |  |
| 02:02 Milan Gulaš 19:45 Lukáš Radil 32:52 Dominik Kubalík | 02:02 Milan Gulaš 19:45 Lukáš Radil 32:52 Dominik Kubalík |          | 22:50 Gaëtan Haas 50:54 Andres Ambuhl |  |

| 10. listopadu 2017 | Kanada | 0 : 2 (0-0, 0-1, 0-1) | Švédsko |  |  |

| Zpráva |

| 11. listopadu 2017 | Švýcarsko | 2 : 6 (2-1. 0-0, 0-5) | Rusko |  |  |

| Zpráva |

| 11. listopadu 2017 | Finsko | 3 : 1 (1-0, 2-1, 0-0) | Švédsko |  |  |

| Zpráva |

| 12. listopadu 2017 | Rusko | 5 : 2 (2-0, 2-1, 1-1) | Česko |  |  |

| Zpráva | |          |                                          |  |
| Ilja Sorokin | Ilja Sorokin | Brankáři | Marek Mazanec                            |  |
| 04:23 Michail Grigorenko 11:10 Michail Grigorenko 23:40 Kirill Kaprizov 33:06 Michail Grigorenko 55:36 Dinar Chafizullin | 04:23 Michail Grigorenko 11:10 Michail Grigorenko 23:40 Kirill Kaprizov 33:06 Michail Grigorenko 55:36 Dinar Chafizullin |          | 30:36 Dominik Kubalík 59:52 Jakub Klepiš |  |

| 12. listopadu 2017 | Finsko | 4 : 3 (1-1, 1-1, 2-1) | Kanada |  |  |

| Zpráva |

## Tabulka
| Poř. | Tým       | Z | V | VP | PP | P | VG | OG | B |
| ---- | --------- | - | - | -- | -- | - | -- | -- | - |
| 1.   | Finsko    | 3 | 3 | 0  | 0  | 0 | 10 | 6  | 9 |
| 2.   | Rusko     | 3 | 2 | 0  | 0  | 1 | 13 | 7  | 6 |
| 3.   | Švédsko   | 3 | 2 | 0  | 0  | 1 | 8  | 6  | 6 |
| 4.   | Kanada    | 3 | 1 | 0  | 0  | 2 | 6  | 8  | 3 |
| 5.   | Česko     | 3 | 1 | 0  | 0  | 2 | 8  | 12 | 3 |
| 6.   | Švýcarsko | 3 | 0 | 0  | 0  | 3 | 6  | 12 | 0 |